# Janikowo
Janikowo (in tedesco Amsee) è un comune urbano-rurale polacco del distretto di Inowrocław, nel voivodato della Cuiavia-Pomerania.
Ricopre una superficie di 92,3 km² e nel 2004 contava 13 819 abitanti.